# (32223) 2000 OE23
2000 OE23 (asteroide 32223) é um asteroide da cintura principal. Possui uma excentricidade de 0.09015820 e uma inclinação de 4.99510º.
Este asteroide foi descoberto no dia 23 de julho de 2000 por LINEAR em Socorro.